# Laval-Roquecezière
Laval-Roquecezière település Franciaországban, Aveyron megyében. Lakosainak száma 294 fő (2022. január 1.). Laval-Roquecezière Combret, Pousthomy, Saint-Sernin-sur-Rance, Saint-Sever-du-Moustier, Lacapelle-Escroux és Saint-Salvi-de-Carcavès községekkel határos.

## Népesség
A település népességének változása:
| Lakosok száma | 656  | 474  | 391  | 313  | 258  | 265  | 282  | 278  | 277  | 294  |
|               | 1968 | 1982 | 1990 | 2006 | 2013 | 2015 | 2017 | 2019 | 2020 | 2022 |